# Megalobrachium soriatum
Megalobrachium soriatum är en kräftdjursart som först beskrevs av Thomas Say 1818.  Megalobrachium soriatum ingår i släktet Megalobrachium och familjen porslinskrabbor. Inga underarter finns listade i Catalogue of Life.